# Ken Phelps

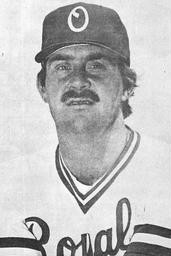
Imagem so ex-jogador de beisebol norte-americano Ken Phelps.

Ken Phelps é um ex-jogador profissional de beisebol norte-americano.

## Carreira
Ken Phelps foi campeão da World Series 1989 jogando pelo Oakland Athletics. Na série de partidas decisiva, sua equipe venceu o San Francisco Giants por 4 jogos a 0.